# Vince Guaraldi

Vincent Anthony Guaraldi (San Francisco, 17 de julio de 1928 - Menlo Park, 6 de febrero de 1976) nacido con el nombre de Vincent Anthony Dellaglio, fue un pianista de jazz conocido principalmente por sus innovadoras composiciones, arreglos musicales y componer la música para la serie animada de televisión Charlie Brown. También alcanzó gran notoriedad como miembro de los grupos de Cal Tjader en los 50 y por una exitosa carrera en solitario. En 1962, su composición "Cast Your Fate to the Wind" se convirtió en un gran éxito radiofónico ganando en 1963 el premio Grammy a la mejor composición original de Jazz.

## Primeros años y Carrera
Vince Guaraldi nació en San Francisco, en la zona conocida como North Beach, un lugar que más tarde sería muy importante para su florecimiento musical. 
Su apellido cambió a Guaraldi después de que su madre, Carmella Marcellino, se divorciara de su padre biológico apellidado Dellagio y se casara con Tony Guaraldi quien adoptó al chico. Su tío materno, Muzzy Marcellino, era músico, cantante y conocido principalmente por su melodioso silbido.
Vince se graduó en la Lincoln High School de San Francisco, fue luego a la Universidad Estatal de San Francisco y más tarde sirvió como cocinero en el Ejército de los Estados Unidos durante la guerra de Corea.
La primera grabación de Guaraldi la hizo con Cal Tjader en noviembre de 1953 y fue lanzado en formato LP con el título de "The Cal Tjader Trio". 
En 1955 Guaraldi formó su propio trío con Eddie Duran and Dean Reilly.
En 1959 comenzaría una carrera en solitario para dedicarse a sus propios proyectos a tiempo completo.
Fantasy Records lanzó en 1962 el single "Samba de Orpheus" en un intento de engancharse a la ola de bossa nova que imperaba entonces pero fue la cara B con el tema de Guaraldi "Cast Your Fate to the Wind" el que empezó a escucharse en las emisoras de radio. Por este tema, recibió en 1963 el premio Grammy a la mejor canción original de jazz. 
Este mismo año, Guaraldi grabó un álbum titulado "Vince Guaraldi, Bola Sete and friends" con Bola Sete a la guitarra, Fred Marshall al bajo y Jerry Granelli en la batería. Aquí comenzó un periodo de colaboración con Bola Sete donde Vince experimentó con la bossa nova y el piano eléctrico.
Poco tiempo después Guaraldi volvió a retomar su faceta de compositor y pianista para el coro de la catedral de San Francisco. Con reminiscencias latinas y tempos de vals y jazz estándar compuso un cierto número de piezas que más tarde, en 1965, publicaría en disco.

## Composiciones para la serieCharlie Brown
Cuando el productor de televisión Lee Mendelson buscaba una banda sonora para un documental que se estaba preparando sobre la serie de Charlie Brown, escuchó por la radio, mientras iba en un taxi, la canción "Cast Your Fate to the Wind". Mendelson contactó con Ralph J. Gleason, columnista de jazz para el San Francisco Chronicle, quien le puso en contacto con Guaraldi. Mendelson le propuso que escribiera las partituras para los episodios especiales de Navidad encargo que aceptó entusiasmado componiendo una versión que dos meses más tarde se convertiría en "Linus and Lucy" uno de los temas más conocidos de la serie. Guaraldi llegó a componer 70 temas para especiales de televisión de Charlie Brown así como la banda sonora de la película A Boy Named Charlie Brown y el documental en 1969.

## Vida personal y fallecimiento
Guaraldi se casó con su novia del instituto Shirley Moskowitz el 1 de febrero de 1953 de la que se divorció en 1970. Tuvieron dos hijos David Anthony Guaraldi (11 de agosto de 1955) y Dia Lisa (16 de febrero de 1960). 
También tuvo un largo romance con la húngara Gretchen Katamay quien apareció en la portada del álbum The Latin Side of Vince Guaraldi de 1964.
Guaraldi falleció el 6 de febrero de 1976. Aquella tarde, tras tocar en el Butterfield's Nightclub en Menlo Park, Guaraldi y el batería Jim Zimmerman volvieron a su habitación para descansar un poco antes de su siguiente actuación. Zimmerman comentaría más tarde: "Estaba caminando por la habitación y simplemente se derrumbó. Eso fue todo.". La causa de la muerte fue un ataque al corazón. Vince acababa de grabar esa misma tarde el tema It's Arbor Day, Charlie Brown. Con la muerte prematura de Guaraldi, los especiales animados de Charlie Brown siguientes no tendrán en su banda sonora el tono jazz de los anteriores. Por eso, algunos fanes consideran a este especial como el fin de la época dorada de Peanuts en TV.
Vince Guaraldi está enterrado en el cementerio Holy Cross de Colma, California.

## Discografía

### Propia
Algunos de sus álbumes como solista o instrumentista principal.
- 1955 Modern Music from San Francisco
- 1956 Vince Guaraldi Trio
- 1957 A Flower is a Lovesome Thing
- 1962 Jazz Impressions of Black Orpheus (aka Cast Your Fate to the Wind: Jazz Impressions of Black Orpheus)
- 1963 Vince Guaraldi In Person
- 1963 Vince Guaraldi, Bola Sete and Friends
- 1964 The Latin Side Of Vince Guaraldi
- 1964 Jazz Impressions Of A Boy Named Charlie Brown
- 1965 From All Sides (con Bola Sete)
- 1965 The Grace Cathedral Concert
- 1965 A Charlie Brown Christmas
- 1968 Vince Guaraldi With San Francisco Boys Chorus
- 1968 Oh Good Grief!
- 1969 The Eclectic Vince Guaraldi
- 1970 Alma-Ville

### Acompañante
Álbumes como acompañante o parte del grupo.
- 1953 The Cal Tjader Trio (Primera grabación de Guaraldi)
- 1956 Introducing Gus Mancuso (w / Cal Tjader)
- 1957 Jazz at the Blackhawk (Cal Tjader Quartet)
- 1957 Cal Tjader (Cal Tjader Quartet)
- 1957 Conte Candoli Quartet
- 1957 Frank Rosolino Quintet
- 1958 Mas Ritmo Caliente (Cal Tjader)
- 1958 Cal Tjader-Stan Getz Sextet (Sesión de estudio que incluye una versión extendida del tema de Guaraldi "Ginza")
- 1958 Latin Concert (Cal Tjader quinteto)
- 1959 A Night at the Blackhawk (Cal Tjader Sexteto)
- 1959 Latin For Lovers (Cal Tjader)
- 1959 Tjader Goes Latin (Cal Tjader)
- 1959 West Coast Jazz in Hifi (Richie Kamuca / Bill Holman)
- 1959 Latinsville! (Victor Feldman)
- 1960 Little Band Big Jazz (The Conte Candoli All Stars)
- 1974 Jimmy Witherspoon & Ben Webster — Previously Unissued Recordings
- 2008 Live at the Monterey Jazz Festival 1958-1980
- 2012 The Cal Tjader Quintet Live at Club Macumba San Francisco 1956 (Grabación inédita de estudio con Cal Tjader Quintet)

### Temas paraCharlie Brown
Algunas de las composiciones para la serie animada Charlie Brown.
- 1964 A Boy Named Charlie Brown (Documental)
- 1965 A Charlie Brown Christmas
- 1966 Charlie Brown's All Stars!
- 1966 It's the Great Pumpkin, Charlie Brown
- 1967 You're in Love, Charlie Brown
- 1968 He's Your Dog, Charlie Brown
- 1969 Charlie Brown and Charles Schulz
- 1969 It Was a Short Summer, Charlie Brown
- 1969 A Boy Named Charlie Brown (Film)
- 1971 Play It Again, Charlie Brown
- 1972 You're Not Elected, Charlie Brown
- 1973 There's No Time for Love, Charlie Brown
- 1973 A Charlie Brown Thanksgiving
- 1974 It's a Mystery, Charlie Brown
- 1974 It's the Easter Beagle, Charlie Brown
- 1975 Be My Valentine, Charlie Brown
- 1975 You're a Good Sport, Charlie Brown
- 1976 It's Arbor Day, Charlie Brown (Emitido seis semanas después de la muerte de Guaraldi)

## Premios y distinciones
Premios Óscar
| Año  | Categoría                   | Película                      | Resultado |
| ---- | --------------------------- | ----------------------------- | --------- |
| 1970 | Mejor banda sonora original | Un niño llamado Charlie Brown | Nominado  |